# 小坂洋右
小坂 洋右（こさか ようすけ、1961年 - ）は、日本のジャーナリスト・紀行評論家。

## 人物・来歴
北海道札幌市生まれ、旭川市育ち。北海道大学文学部卒。英オックスフォード大学ロイター・ファウンデーション・プログラム修了。アイヌ民族博物館学芸員などを経て北海道新聞記者、編集委員。
北海道庁公費乱用問題では、取材班のメンバーとして活躍し、新聞協会賞、日本ジャーナリスト会議（JCJ）奨励賞を受賞。
2024年「アイヌの時空を旅する 奪われぬ魂」で和辻哲郎文化賞受賞。

## 著書
- 『流亡 日露に追われた北千島アイヌ』(道新選書 北海道新聞社、1992.7
- 『アイヌを生きる文化を継ぐ 母キナフチと娘京子の物語』大村書店、1994.4
- 『潜行 米ソ情報戦と道産子農学者』(道新選書 北海道新聞社、1997.9
- 『日本人狩り 米ソ情報戦がスパイにした男たち』新潮社、2000.8
- 『破壊者のトラウマ 原爆科学者とパイロットの数奇な運命』未來社、2005.8
- 『人がヒトをデザインする 遺伝子改良は許されるか』ナカニシヤ出版、2011.10
- 『〈ルポ〉原発はやめられる ドイツと日本その倫理と再生可能エネルギーへの道』寿郎社、2013.8
- 『大地の哲学 アイヌ民族の精神文化に学ぶ』未來社、2015.8
- 『アイヌ、日本人、その世界』藤田印刷エクセレントブックス、2019.5
- 『アイヌの時空を旅する 奪われぬ魂』藤原書店、2023.1

共著
- 『星野道夫永遠のまなざし』大山卓悠共著、山と溪谷社、2006.9